# Biserica „Adormirea Maicii Domnului” din Susleni
Biserica „Adormirea Maicii Domnului” este o biserică amplasată în Susleni, raionul Orhei, Republica Moldova. Este un monument arhitectural de importanță națională inclus în Registrul monumentelor Republicii Moldova ocrotite de stat cu nr. 1228 (raionul Orhei). Datează din 1908.